# Hematokrit
Hematokrít (kratica: Ht) je volumenski delež rdečih krvničk v krvi in je posredno merilo za viskoznost krvi. Določimo ga lahko s sedimentacijo krvnih celic v vzorcu periferne krvi s pomočjo centrifugiranja. Danes se zlasti uporabljajo krvni analizatorji, ki hematokrit izračunajo iz števila rdečih krvničk in njihovega povprečnega volumna.

### Vrednosti
Normalna vrednost hematokrita znaša pri moških okoli 40–54 %, pri ženskah pa 38–47 %. 
Maksimalne vrednosti znašajo tudi več kot 70 % - na primer pri dolgotrajnem zadrževanju na visokih nadmorskih višinah. Viskoznost krvi se v takih primerih vzdržuje v normalnih mejah, ker se poveča tudi količina encimov, ki zavirajo strjevanje krvi. 
Visoka vrednost hematokrita pomeni velik delež rdečih krvničk v krvi, kar lahko pomeni bodisi policitemijo bodisi pomanjkanje tekočine (izsušitev). Obratno nizka vrednost hematokrita pove, da gre ali za znižano število eritrocitov v krvi (znak anemije) ali za hiperhidracijo.

## Določanje vrednosti
Za določanje hematokrita se lahko uporablja metodo po Wintrobu. Kri, odvzeto v epruveto z antikoagulacijskim sredstvom, se centrifugira določen čas z določeno centrifugalno silo. Eritrociti se sedimentirajo in stisnejo v stolpec. Odčitamo volumen (višino stolpca) krvi in eritrocitov ter iz teh vrednosti izračunamo hematokrit po enačbi:
hematokrit = višina stolpca eritrocitov [mm] / višina stolpca krvi [mm].